# 龍田世居
龍田世居位於中華人民共和國位於深圳市坪山區龍田街道田心社區，建於清道光十七年（1837年），是深圳目前保存較為完整的客家圍屋之一。